# 软式曲棍球

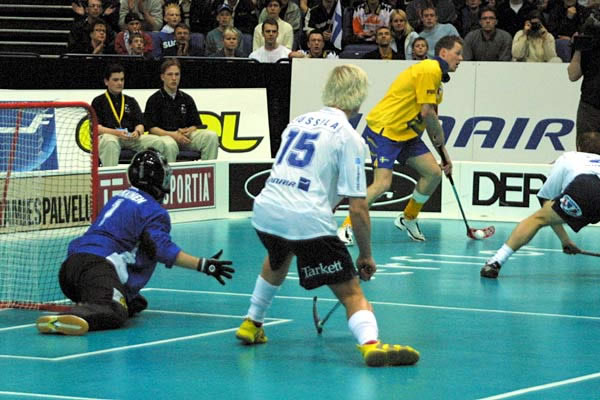
一场在瑞典队(黄)与芬兰队(白)之间的福樂球比赛。

軟式曲棍球，英文“Floorball”，早期也稱為福樂球。在上海和台灣，一般把“Floorball”称之为旱地冰球；在北京一般称之为地板球。2018年，国家体育总局手曲棒垒中心正式授权中国曲棍球协会将floorball的中文名称确定为“软式曲棍球”，业务指导归入中国曲棍球协会。香港和台湾的相应协会也采用“軟式曲棍球”的名称。在新加坡，有媒体将此运动称为“地板钩球”。
软式曲棍球于20世纪70年代中期起源于瑞典。但也可以说这项新的比赛是起源于全世界，因为从19世纪开始人们就从事类似的运动，比如说，在北美和英国的软式曲棍球是从冰球演变而来的，而在澳大利亚，则是从曲棍球演变成室内冰球，虽然软式曲棍球来自于很多不同的体育运动，但有二个重要的阶段使得软式曲棍球成为有组织性的现代运动。一是瑞典人1981年11月7日在瑞典的sala设立了最早的国家软式曲棍球联合会。二是1983年9月软式曲棍球官方规则的第一次出版。
在中国，上海和北京的软式曲棍球水平较高。由上海外国语大学等19所高校组成的中国旱地冰球发展中心、北京的北京大学和北京大学附属中学等学校实力位于中国高校前列。2019年11月，中国曲棍球协会软式曲棍球委员会在上海正式成立。

## 软式曲棍球简介
软式曲棍球是在室内进行的团体球类项目，比赛场地可以用木板或硬塑胶等材质制成，场地比篮球场稍大，与手球场或室内足球场类似，为标准40m × 20m的圆角矩形，其四周必须有挡板，档板是用木板或硬塑胶等材质制成。档板高为50cm.
软式曲棍球的比赛方式与冰球和曲棍球十分相似，其主要比赛目的是用球杆控制球并将其打入对方的球门而得分。一般比赛每方有6名上场队员，其中包括一名守门员，如果被判犯规，上场队员的人数可能会更少。每队最多可由20名队员组成一只球队，其中包括二名守门员。

## 比赛场地

软式曲棍球比赛场地示意图。

球场为长40米宽20米的圆角矩形场地，其四周应有IFF核准的圆角形挡板，核准球场，最小为长36米宽18米，最大为长44米宽22米。
球场上的界线
①所有界线宽四至五厘米，颜色应醒目。
②球场上划定中心线与中心点。
中线与端档板平等，并将比赛场地划分为两个面积相等的区域。
③两个场区各画一个球门区。
球门区为长四米，宽五米的长方形，其边线与端线都应包括在面积之内，球门区后线与球场端挡板距离2.85米，球门区边线距球场边挡板的距离应一样远。
④守门员区为长2.5米，宽1米的长方形，其边线与端线都应包括在面积之内，守门员区后线与球门区后线距离0.65米.
⑤守门员区的后线也当做球门线。
⑥球场上有七上开球点，在中线上有三个开球点：中线中点有一个，中线两侧距边挡板1.5米处各有一个。球场四角在球门线高度，距边挡板1.5米处各有一个，后者四个开球点要画个十字，在中线上的三个不一定要画。
⑦球门柱之间距离为1.6米。
注：也有面积较小的软式曲棍球场地供每队不足6人的队伍进行教学赛。

## 器械设施
软式曲棍球特别容易上手，因为它需要的装备不多，基本装备包括一根球杆，一个球，一双鞋和一身合适的运动服，如果是一个守门员的话还需要一个防护面罩和室內足球守門員手套。

### 球杆
普通的杆是用玻璃纤维，聚碳酸酯或碳纤维构成。由于这些材料使得杆不仅轻而且使用寿命特别长，杆一般重250克，长短一般以从地面到成人的肚脐的高度为准。

### 拍头
拍头一般是用不同的塑料混合物或尼龙混合物制造的，有的也使用玻璃纤维，碳纤维，不用材料制成的拍头的软硬程度不一样，稍软的拍有助于持球控球，而稍硬的拍则有助于击球射门。但因為兩邊都可控球，對左撇子不會構成不便（曲棍球沒有左手板球桿，也只能在球桿的平面方控球）。

### 守门员面罩、手套和護脛
由于守门员经常接受来自于球的正面打击，因此为了保护守门员，一定守门员必须配戴守门员面罩。但與冰球和曲棍球不同：软式曲棍球守門員只戴上與室內足球守門員對等的手套和護脛。

### 球

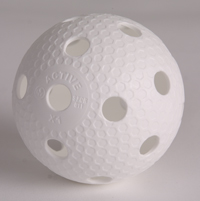
软式曲棍球。

软式曲棍球所使用的球为空心的塑料球，上面有26个圆孔。

## 简要规则

### 比赛时间
1.常规比赛时间
比赛共3节，每节20分钟，节间休息10分钟，每节双方需互换场地。上述比赛时间指的是有效比赛时间，即比赛中断时需暂停计时。
2.暂停
每场比赛，每队各有一次请求暂停的机会。暂停时长30秒。
3.加时赛
加时赛时长10分钟，一方进球后比赛即结束。加时赛前休息2分钟，双方不互换场地。若加时赛后双方仍未决出胜负，则进行点球决胜。
4.点球决胜
双方的五名场上队员（不包括守门员）均须上场罚点球。若未能决出胜负，则双方轮流罚点球直至决出胜负。

### 参赛成员
1.运动员
运动员包括场上队员和守门员。每队最多有六名运动员上场，其中可以包括一名守门员。
2.换人
比赛过程中随时均可换人，且无次数限制。
3.守门员的特殊规则
在同一场比赛内，守门员不允许持球杆作为场上队参赛。当守门员完全处于己方球门区之外时，他即被视作场上球员。若守门员的身体有一部分触及球门区的地板，则他视作在球门区内。在己方球门区内，守门员允许跳跃。球门区的边线属于球门区内。
4.队长的特殊规则
除队长外，其他队员不得与裁判员交谈申诉，也因此，多數不會由守門員擔任此職。
5.裁判员
每场比赛均设两名裁判员。

### 四种定位球
四种定位球包括：争球、界外球、任意球、罚点球。

#### 争球
每节开始时和有效进球之后，在中场争球。在中场争球时，双方队员均须回到己方半场。一般情况下，在离比赛中断地点最近的争球点争球。除了负责争球的球员，其余运动员在争球时应自觉退至离球3米之外，包括所持球杆。在中场争球时，客队有权决定把他的球杆放置在球的任意一侧。其余情况，防守方有此项权利。争球直接进球有效。

#### 进行争球的情形
1.球在无意中损坏。
2.球门在无意中移动，且不可能及时将其复位。
3.球门移动之后，守门员有责任将球门复位。
4.进球无效，且不应判为任意球时。
包括球不经过球门线进入球门；罚点球未进；犯规发生时，场上局势对非犯规方有利，裁判裁定比赛继续，暂缓判罚后，犯规方取得控球权，或者，裁判认为非犯规方故意拖延时间。

#### 界外球
一方将球打出界外时，另一方发界外球。界外球发球点离挡板不得超过1.5米。若在球门后出界，则在最近的争球点发界外球。防守方运动员在发界外球时，应自觉退至离球3米之外，包括所持球杆。应当用球杆将球击出。不得拖球、推击球或将球提起。在球触及其他球员之前，发界外球的运动员不得触球。界外球直接进球有效。

#### 任意球
一般地，应在犯规发生处判罚任意球。但是犯规发生地：离挡板不足1.5米时，允许在离挡板1.5米处发任意球；在球门之后时，应在最近的争球点发任意球；离守门员区不足3.5米时，应在就近的离守门员区3.5米处发任意球。
防守方运动员在发界外球时，应自觉退至离球3米之外，包括所持球杆。
应当用球杆将球击出。不得拖球、推击球或将球提起。
在球触及其他球员之前，发任意球的运动员不得触球。
任意球直接进球有效。

#### 判处任意球的犯规情形
1.击打、阻挡、抬起或者踢对方队员的球杆。
但如果在击打球杆之前已经触及到球，则不视作犯规。
2.握住对方队员或其球杆。
3.击球的前后挥拍动作中，球拍高于腰部。
但若击球队员附近没有其他运动员，且此抬杆过高的动作不可能对其他运动员造成伤害，则不视作犯规。
4.用球杆或脚在膝盖之上处触球或尝试触球。
但在保证安全的前提下，允许用大腿触球。
5.场上球员将其球杆、脚或腿部伸到对方球员的胯下。
6,在控球或抢球时推对方球员，但用肩顶肩的方式除外。
7,在控球、抢球或抢占有利位置时，后退阻挡对方运动员，或阻止对方运动员朝其预定方向向前移动。
8.包括在罚任意球时，妨碍防守队员组成人墙。
9.场上队员连续用脚踢球。
10.场上队员进入守门员区。
在不影响比赛、不妨碍守门员的情况下，场上队员可以穿越守门员区。
11.在处罚任意球时，有防守队员位于守门员区内或球门内时，应判罚点球。
若场上队员身体的任一部分触及守门员区的地面，则视为进入守门员区。守门员区的边线属于守门员区。
12.故意移动对方球门。
13.场上队员位于球门区或离守门员开始控球地点不足3米，并在无意中阻碍守门员掷球。
14.场上队员跳起停球。
15.单脚或双脚在场外时触球。
16.守门员在掷球时身体完全在球门区外。
17.守门员掷球或踢球后，球在触及地板、挡板、运动员之前已经完全越过中线。
18.在争球、发界外球、发任意球时违规或故意拖延时间。
19.守门员控球超过3秒。
20.守门员故意用手接住或者捡起己方队员的传球。
但是守门员在球门区接球，回到球门区将球捡起不视作犯规。
21.故意拖延时间。

#### 罚点球
罚点球从球场中点开始起罚。
罚点球开始时，守门员应位于球门线上。
罚点球时，主罚球员可以触球无限次，但球只能向前移动。守门员触及球后，主罚球员不得再触球。
若点球罚进，则与此点球相关的罚下2分钟处罚结束。
有应当判处任意球或处罚的犯规情形，并直接干扰了对方的进球机会时，应判罚点球。

### 罚下2分钟
判处罚下2分钟的犯规情形如下：
1.在没有触球可能的情况下击打、阻挡、抬起或者踢对方队员的球杆，或想由此取得有利局势。
2.在没有触球可能的情况下握住对方队员或其球杆，或想由此取得有利局势。
3.用球杆或腰部之上处触球或尝试触球。
4.握杆时有危险动作。
包括随意甩球杆，把球拍举过对方队员头顶并可能对对方队员造成伤害。
把对方队员推向挡板或球门。
5.铲球或绊倒对方队员。
6.故意妨碍对方的无球队员。
7.场上队员位于球门区或离守门员开始控球地点不足3米，并主动阻碍守门员掷球。
8.在对方发界外球或任意球时，违反退后至少3米的规则。
9.触球时躺在或坐在地板上、双膝触地或者不握拍的手触地。
10.用手、手臂或头触球。
11.恶意拖延比赛。
12.裁判提醒后，守门员仍未将球门复位。
对方上场人数多于己方时，对方进球后，罚下2分钟的处罚结束。

### 进球无效的情形
1.进攻方在进球前犯规，应判任意球或处罚。
2.无意中用身体将球击进球门；
守门员将球直接掷进或踢进对方球门，未触及其他队员；
用脚踢球，球触及一名对方球员或者服装后进球。
出现这些情况时，进球无效，双方争球，比赛继续。
3.在暂缓执行处罚的时间内，犯规方进球。
则进球无效，处罚立即执行，双方争球，比赛继续。
4.球在碰到裁判员之后直接弹射进球门。